# Newburg (Comtat de Cumberland)
Newburg és una població dels Estats Units a l'estat de Pennsilvània. Segons el cens del 2000 tenia 372 habitants.

## Demografia
Segons el cens del 2000, Newburg tenia 372 habitants, 142 habitatges, i 112 famílies. La densitat de població era de 552,4 habitants/km².
Dels 142 habitatges en un 40,8% hi vivien nens de menys de 18 anys, en un 70,4% hi vivien parelles casades, en un 7,7% dones solteres, i en un 21,1% no eren unitats familiars. En el 18,3% dels habitatges hi vivien persones soles el 7,7% de les quals corresponia a persones de 65 anys o més que vivien soles. El nombre mitjà de persones vivint en cada habitatge era de 2,62 i el nombre mitjà de persones que vivien en cada família era de 3.
Per edats la població es repartia de la següent manera: un 27,2% tenia menys de 18 anys, un 5,6% entre 18 i 24, un 29,8% entre 25 i 44, un 22,8% de 45 a 60 i un 14,5% 65 anys o més.
L'edat mediana era de 37 anys. Per cada 100 dones de 18 o més anys hi havia 85,6 homes.
La renda mediana per habitatge era de 38.000 $ i la renda mediana per família de 44.250 $. Els homes tenien una renda mediana de 34.722 $ mentre que les dones 23.333 $. La renda per capita de la població era de 19.950 $. Entorn del 4,9% de les famílies i el 5,6% de la població estaven per davall del llindar de pobresa.